# Тоскано-Емилиански Апенини
Тоскано-Емилианските Апенини (среща се и като Етруски Апенини) (на италиански: Appennino Tosco-Emiliano) са разположени в северната част на Апенинските планини в Италия.
Простират се от северозапад на югоизток на протежение от 215 km и максимална ширина до 60 – 70 km. Югозападните им склонове са разположени на територията на областта Тоскана, североизточните – в областта Емилия-Романя, а крайните източни разклонения – в северната част на областта Марке. На северозапад чрез прохода Ла Чиза се свързват с Лигурските Апенини, а на югоизток чрез прохода Бока Трабария – с Умбро-Маркските Апенини. Цялата планина се състои от един основен главен хребет, от който на североизток и югозапад се отделят по-ниски и къси хребети. Максимална височина връх Чимоне (2165 m), издигащ се на 65 km югозападно от Болоня. Югозападните склонове са по-къси, но по-стръмни, а североизточните – по дълги и полегати и постепенно потъват в Паданската низина. Високите части са изградени предимно от варовици, склоновете – от пясъчници, шисти и конгломерати, а североизточните ниски части – от флишеви скали. От Тоскано-Емилианските Апенини водят началото си множество реки, На югозапад към Тиренско и Лигурско море текат Тибър, Арно и Серкьо. По североизточните склонове на планината се спускат няколко десетки реки десни притоци на По (Парма, Енца, Секия, Панаро и др.) или вливащи се директно в Адриатическо море – Рено (с притоците си Идиче, Силаро, Сантерно), Ламоне, Ронко, Савио, Марекия, Фолия и др. Ниските части са заети от широколистни, а високите от смесени гори. По североизточното подножие са разположени градовете Парма, Модена, Болоня, Имола, Форли, Чезена и др., а по югозападните – Пистоя, Прато, Флоренция и др. През централната им част от юг на север са пресечени от жп линията и автомагистралата от Флоренция за Болоня.